# Дмитро Галагот
Дмитро Галагот (рум. Dmitri Galagot; 11 жовтня 1992) — молдовський боксер, призер чемпіонату Європи серед аматорів.

## Аматорська кар'єра
На чемпіонаті Європи 2013 завоював срібну медаль.
- В 1/8 фіналу переміг Ару Пулузяна (Вірменія) — 3-0
- У чвертьфіналі переміг Гайбатуллу Гаджиалієва (Азербайджан) — 2-1
- У півфіналі переміг Артема Арутюняна (Німеччина) — 2-1
- У фіналі програв Армену Закаряну (Росія) — 0-3

На Універсіаді 2013, здолавши трьох суперників, програв у півфіналі Артуру Кіраджяну (Вірменія) і завоював бронзову медаль.
На чемпіонаті світу 2013 в другому поєдинку програв Евальдасу Петраускасу (Литва).
На Європейських іграх 2015 програв у першому бою Лоренсо Сотомайору (Азербайджан).
На чемпіонаті світу 2015 програв у першому бою Пету Маккормаку (Велика Британія).